# Файсал Халім
Мухаммад Файсал бін Абдул Халім (араб. فيصل حليم, нар. 7 січня 1998) — малайзійський футболіст, вінгер або нападник клубу Суперліги «Селангор» і національної збірної Малайзії.

## Клубна кар'єра
Файсал розпочав свою професійну кар'єру в клубі Прем'єр-ліги Малайзії «Пенанг» у віці 17 років у сезоні 2015 року. Він дебютував і забив один гол на турнірі Кубка Малайзії проти ПДРМ 17 жовтня 2015 року, де «Пенанг» програв з рахунком 2:3. Він покинув «Пенанг» після закінчення сезону, провівши 3 матчі та забивши 1 гол у тому турнірі.
У листопаді 2015 року Фейсал підписав контракт з «Пахангом». Він був одним із ключових гравців, які допомогли клубу завоювати Кубок країни у 2018 році. Файсал покинув клуб після закінчення терміну контракту 31 листопада 2020 року. За п'ять років перебування в команді він провів 60 матчів, забив дев'ять голів і зробив чотири результативні передачі.
6 грудня 2020 року Файсал підписав дворічний контракт із «Теренггану». 23 листопада 2022 року Файсал оголосив, що покине клуб в кінці сезону 2022 року. Він зіграв свою останню гру за команду в програному півфіналі Кубка Малайзії від «Селангора» (2:3).
22 грудня 2022 року «Селангор» оголосив про підписання Файсала на правах вільного агента. Він дебютував за клуб 26 лютого 2023 року в стартовому матчі Суперліги 2023 проти «Келантан Юнайтед» (1:0). Файсал забив свій перший гол за клуб 31 березня проти «Куала-Лумпур Сіті» з пенальті (3:1). 25 серпня 2023 року Файсал зробив свій перший дубль у рекордній перемозі «Селангора» в Суперлізі з рахунком 11:2 на виїзді проти «Келантана».
Файсал брав участь в успішному сезоні «Селангора», який 2023 року посів друге місце в Суперлізі. За весь сезон він провів 28 матчів, забив дванадцять голів і віддав одинадцять результативних передач.

## Міжнародна кар'єра
2 червня 2019 року Фейсал дебютував за збірну Малайзії в товариському матчі проти збірну Непалу (2:0). У грудні 2021 року Файсал був включений до складу збірної з 24 гравців на чемпіонат Південно-Східної Азії у Сінгапурі. Він брав участь в одному матчі проти Індонезії (1:4) в останньому матчі групового етапу. У листопаді 2022 року він був включений до складу збірної на наступний турнір. Там 21 грудня 2022 року Файсал у першому матчі на турнірі проти М'янми забив переможний гол на стадіоні «Тувунна». У матчі другого туру Файсал забив два голи в переможному матчі проти Лаосу (5:0). У півфіналі проти Таїланду Файсал забив свій четвертий гол на турнірі, незважаючи на те, що національна збірна засумою двох матчів програла 1:3. В підсумку 27 січня 2023 року Файсал був включений до символічної збірної турніру і визнаний найкращим гравцем змагання.
Файсал також був включений до заявки на Кубок Азії 2023 року. На груповому етапі він зіграв усі три матчі та забив гол проти Південної Кореї (3:3), але Малайзія посіла останнє місце у групі і вилетіла з турніру.

## Досягнення
- Володар Кубка Футбольної асоціації Малайзії: 2018